# Fiumi del Portogallo
Lista di fiumi del Portogallo elencati secondo il punto in cui sfociano nell'oceano Atlantico partendo dal confine a nord-ovest con la Spagna fino al confine a sud-est.

Gli affluenti sono elencati dalla foce verso la sorgente.

Fra parentesi è indicato il comune portoghese nel cui territorio si trova la foce o il punto di confluenza.
- Minho (Caminha), segna il confine fra Spagna e Portogallo
- Lima (Viana do Castelo)
- Cávado (Esposende)
- Ave (Vila do Conde)
- Douro (Porto)
  - Tâmega (Penafiel)
  - Paiva (Castelo de Paiva)
  - Tua (Carrazeda de Ansiães)
    - Rabaçal (Mirandela)
    - Tuela (Mirandela)

  - Sabor (Torre de Moncorvo)
  - Côa (Vila Nova de Foz Côa)
  - Águeda (Figueira de Castelo Rodrigo)
- Vouga (Aveiro)
- Mondego (Figueira da Foz)
  - Dão (Santa Comba Dão)
- Tago (Lisbona)
  - Sorraia (Alcochete)
    - Divor (Coruche)
    - Raia (Coruche)
    - Sor (Coruche)

  - Zêzere (Constância)
  - Ocreza (Crato)
  - Sever (Nisa)
  - Ponsul (Castelo Branco)
  - Erges (Idanha-a-Nova)
- Sado (Setúbal)
- Mira (Odemira)
- Guadiana (Vila Real de Santo António), segna il confine fra Portogallo e Spagna
  - Chança (Mértola)
  - Ardila (Moura)
  - Degebe (Portel)
  - Alcarrache (Mourão)
  - Caia (Elvas)